# Гонгора, Хорхе
Хо́рхе Го́нгора Монтальва́н (исп. Jorge Góngora Montalván; 12 октября 1906, Лима, Перу — 25 июня 1999, там же) — перуанский футболист, нападающий, участник чемпионата Южной Америки 1929, чемпионата мира 1930 года (в запасе) и чемпионата Южной Америки 1935.

## Карьера

### Клубная
Хорхе Гонгора 8 сезонов играл за клуб «Университарио» в чемпионате Перу. В 1930-е годы выступал за несколько чилийских клубов.

### В сборной
Дебютировал в сборной на чемпионате Южной Америки 1929, где 3 ноября 1929 года провёл матч против сборной Аргентины. Матч был проигран со счётом 0:3.
В составе сборной принимал участие в первом чемпионате мира, однако на поле не выходил.
Повторное появление Хорхе на поле в футболке сборной состоялось 20 января 1935 года во время розыгрыша чемпионата Южной Америки 1935, этот матч перуанцы проиграли сборной Аргентины со счётом 1:4.
| Матчи и голы Хорхе Гонгоры за сборную Перу | Матчи и голы Хорхе Гонгоры за сборную Перу | Матчи и голы Хорхе Гонгоры за сборную Перу | Матчи и голы Хорхе Гонгоры за сборную Перу | Матчи и голы Хорхе Гонгоры за сборную Перу | Матчи и голы Хорхе Гонгоры за сборную Перу | Матчи и голы Хорхе Гонгоры за сборную Перу |
| ------------------------------------------ | ------------------------------------------ | ------------------------------------------ | ------------------------------------------ | ------------------------------------------ | ------------------------------------------ | ------------------------------------------ |
| №                                          | Дата                                       | Место проведения                           | Соперник                                   | Счёт                                       | Голы                                       | Турнир                                     |
| 1                                          | 3 ноября 1929                              | Буэнос-Айрес, Аргентина                    | Аргентина                                  | 0:3                                        | -                                          | Чемпионат Южной Америки по футболу 1929    |
| 2                                          | 20 января 1935                             | Лима, Перу                                 | Аргентина                                  | 1:4                                        | -                                          | Чемпионат Южной Америки по футболу 1935    |

Итого: 2 матча / 0 голов; 0 побед, 0 ничьих, 2 поражения.